# رایان رایدل
رایان رایدل (انگلیسی: Ryan Rydel؛ زادهٔ ۹ فوریهٔ ۲۰۰۱) بازیکن فوتبال است.
از باشگاه‌هایی که در آن بازی کرده است می‌توان به باشگاه فوتبال فلیتوود تاون اشاره کرد.